# Eduard Wiprecht von Davier
Eduard Wiprecht Leopold von Davier (* 24. Dezember 1818 in Neeken; † 1. Oktober 1895 auf Gut Seggerde) war ein deutscher Politiker und Mitglied des Reichstages.

## Leben und Wirken

### Herkunft und Familie
Von Davier war Sohn des August Leopold Ferdinand von Davier (* 28. Mai 1776; gestorben 12. Oktober 1854) und dessen erster Ehefrau Charlotte Wilhelmine, geb des Granges (gestorben 24. August 1832). Er blieb ledig und hinterließ keine Nachkommen. Sein Erbe vermachte er seinem Neffen Karl von Davier (* 13. Juli 1853 in Neeken; † 8. Januar 1936 in Seggerde).

### Karriere
Eduard von Davier besuchte das Gymnasium in Dessau und Zerbst sowie die Klosterschule in Magdeburg. Danach diente er als preußischer Soldat und war 1838 bis 1846 Leutnant im Gardeschützenbataillon in Berlin. 1838 wurde er Sekondeleutnant und 1846 Premierleutnant. Während dieser Zeit lehrte er auch an der Gardedivisonsschule in Berlin. 1847 bis 1849 bewirtschaftete er sein Erb-Rittergut Großsalze. Zur Vorbereitung auf den Verwaltungsdienst wurde er 1849 bis 1852 bei der Regierung in Merseburg beschäftigt. Im Jahr 1851 diente er als kommissarischer Landrat des Kreises Wittenberg. Davier war von 1852/53 bis 92 Landrat im Kreis Grafschaft Hohenstein in Nordhausen. Auf seine Initiative hin wurde am 11. Dezember 1866 der Bau des Kreisständehauses für den Landkreis Nordhausen beschlossen.
Im Jahr 1891 erbte er von der kinderlosen Witwe des Werner Friedrich Julius Stephan von Spiegel zahlreiche Güter und das Rittergut Altena im Herzogtum Braunschweig, die in der Folge von seinem Neffen August Rudolf Karl von Davier verwaltet wurden. Neben seiner beruflichen Karriere war er 1866 Zivilkommissar im Stab des Generals von Manteuffel. 1867 fungierte er als Zivilkommissar für die Thüringischen Staaten. 1870 war er Bundeskommissar zwischen Rhein und Weser.
Eduard von Davier war Rechtsritter des Johanniterordens. Für seine Verdienste wurde von Davier 1892 mit dem Kronenorden II. Klasse ausgezeichnet. Weiterhin war er Ehrenbürger der Städte Bleicherode, Benneckenstein, Ellrich und Nordhausen. Er war Mitglied im Provinziallandtag der Provinz Sachsen.
Er gehörte 1867 bis 1870 dem Reichstag des Norddeutschen Bundes und 1871 bis 1874 dem Reichstag an. Dorthin wurde er vom Wahlkreis Regierungsbezirk Erfurt 1 (Nordhausen) entsandt. Im Reichstag gehörte er den Konservativen an.